# Glomeris malmivaga
Glomeris malmivaga är en mångfotingart som först beskrevs av Karl Wilhelm Verhoeff 1912.  Glomeris malmivaga ingår i släktet Glomeris och familjen klotdubbelfotingar. Inga underarter finns listade i Catalogue of Life.